# Epholcis bilobiceps
Epholcis bilobiceps är en skalbaggsart som beskrevs av Leon Fairmaire 1877. Epholcis bilobiceps ingår i släktet Epholcis och familjen Melolonthidae. Inga underarter finns listade i Catalogue of Life.